# Чоріпан

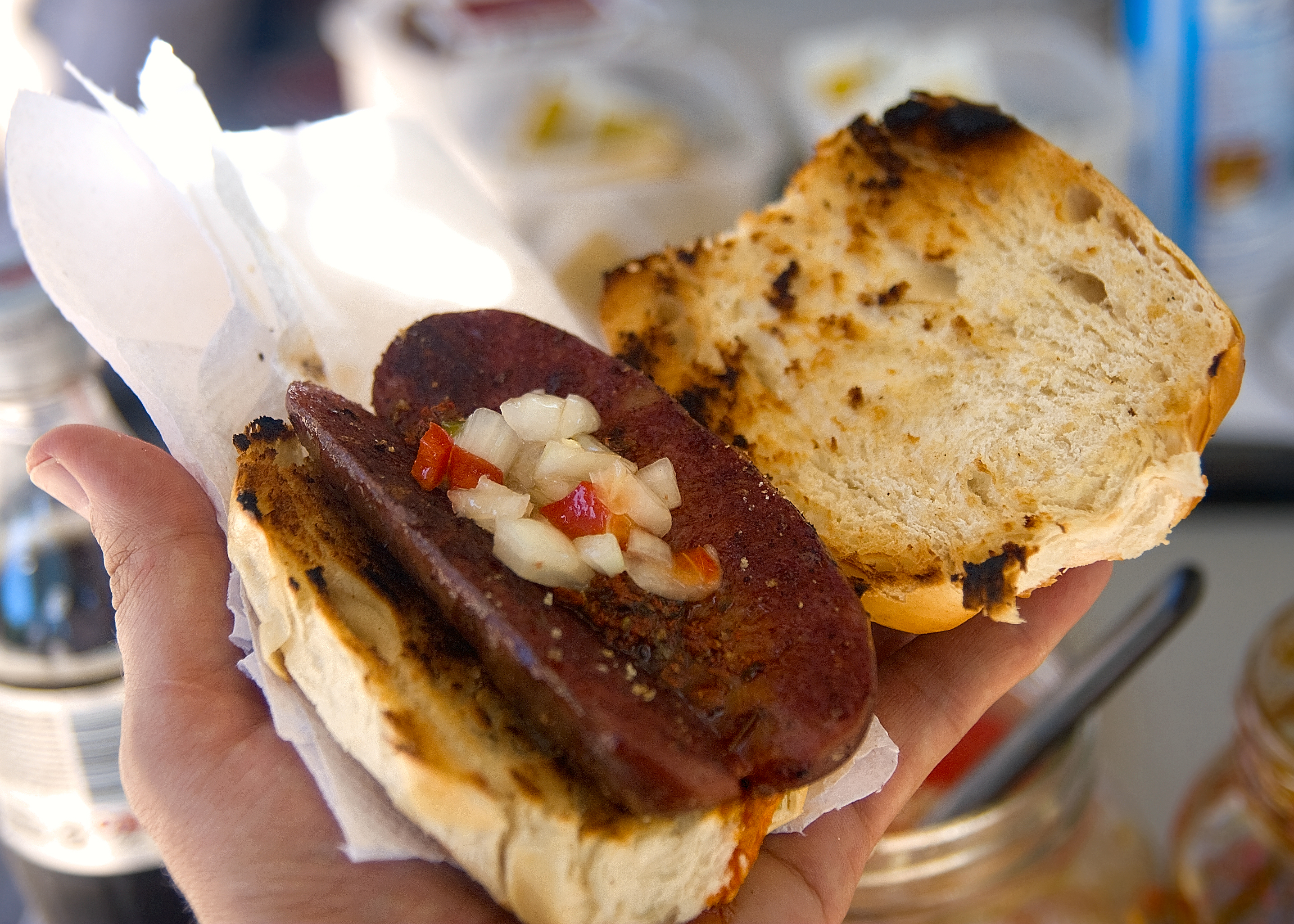
Чоріпан маріпоза

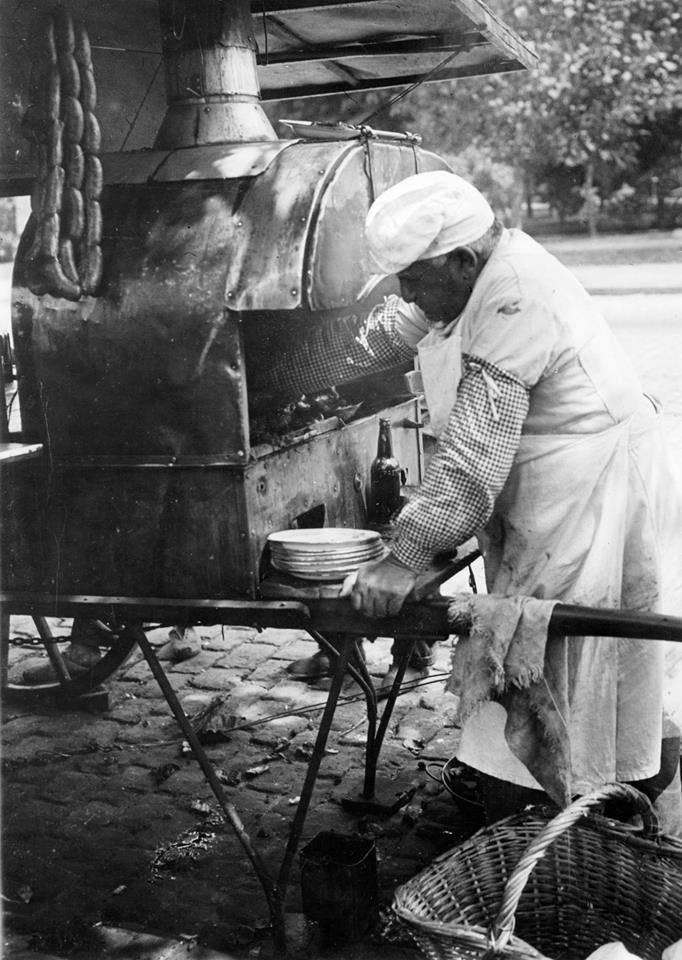
Вуличний торговець чоріпанами в 1925

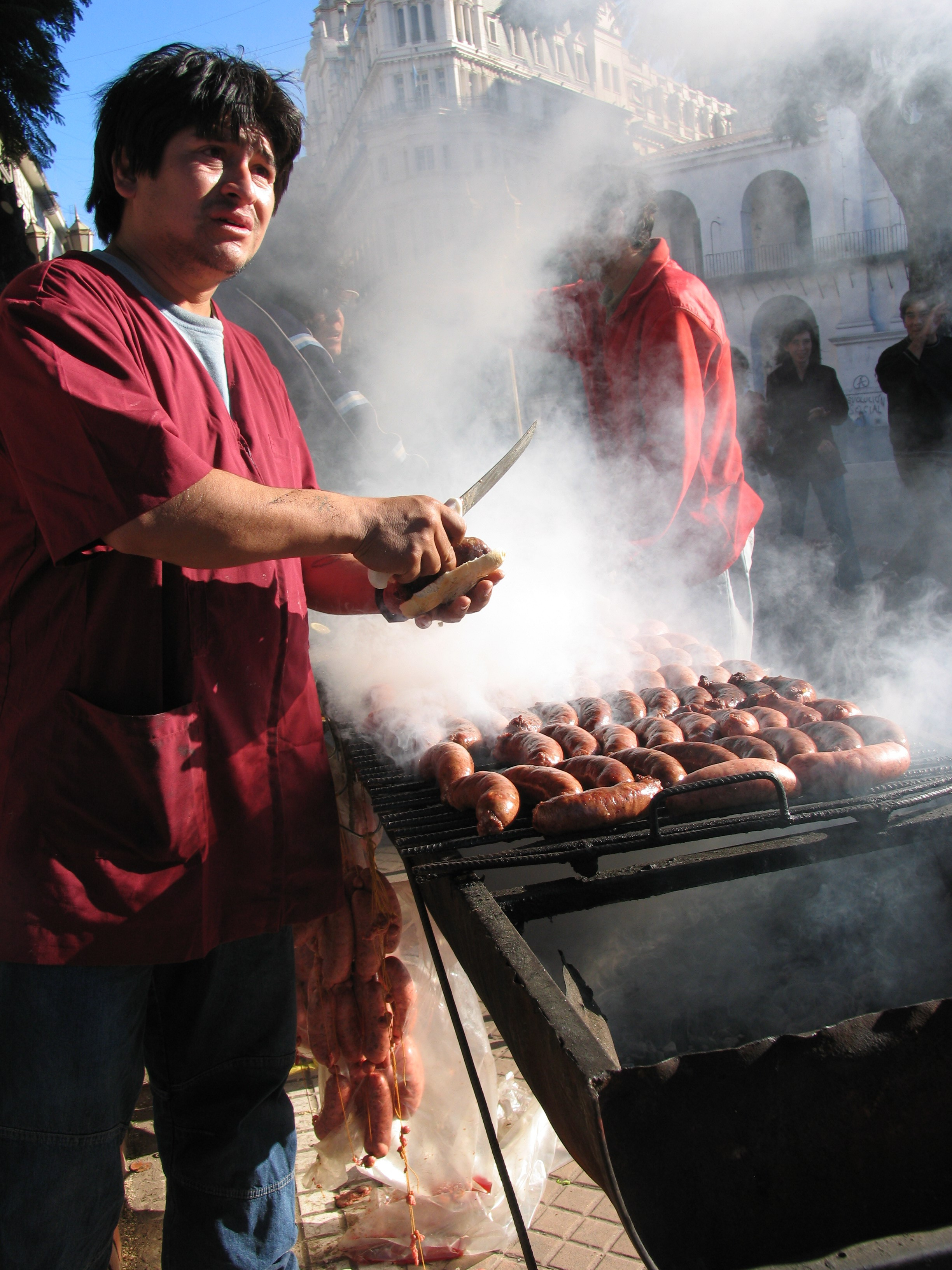
Вуличний продаж чоріпанів на площі Пласа-де-Майо, Буенос-Айрес, Аргентина під час політичного мітингу. На Пласа-де-Майо немає постійних продавців чоріпанів

Чоріпан (ісп. choripán) — вид бутерброда з чорізо, популярний в таких країнах Латиської Америки як Аргентина, Чилі, Перу та Уругвай. Назва страви походить від поєднання назв її інгредієнтів: смаженої на грилі ковбаси чорізо (ісп. chorizo) та хлібу із хрусткою скоринкою (ісп. pan), такого як марракета чи багет.

## Історія
Походження чоріпану в регіоні Ріо-де-ла-Плата датується серединою XIX століття. Коли в сільській місцевості аргентинські гаучо готували асадо, з'явилася звичка їсти чорізо в хлібі. З часом ця практика дійшла до міст, і набула популярності в міському середовищі.

## У різних країнах

### Аргентина
Аргентинський чоріпан складається з ковбаси, виготовленої з яловичини та свинини, приготованої на грилі та поданої на хлібі. Чорізо можна використовувати цілком або розрізати навпіл уздовж, у цьому випадку його називають "маріпоза" (ісп. mariposa, метелик). На хліб прийнято додавати соуси, часто використовується чиммічуррі.
Чоріпан зазвичай подають як закуску під час приготування асадо. Їх також дуже часто продають на спортивних майданчиках (особливо під час футболу) та на узбіччях доріг та вулиць у великих містах Аргентини. 
Часом в Аргентині назву чоріпану скорочують до чорі (ісп. chori). В опитуванні, проведеному журналом Planeta Joy, чоріпан увійшов до числа топ-10 улюблених страв Аргентини. За підрахунками, в Аргентині споживається близько 600 мільйонів чоріпанів на рік, у середньому 15 на людину.

### Бразилія
Є кілька бразильських версій чоріпану. Та, що найбільш нагадує аргентинську, називається сальсіпао (порт. salsipão) і виготовляється на півдні Бразилії з «французьким хлібом» (порт. pão francês, маленький хліб подібний до багету) та ковбасою зі свинини. Її часто подають як закуску під час приготування чурраско (порт. churrasco, гриль), або вона може навіть замінювати барбекю так як є значно дешевшою, і її швидше та легше приготувати. В інших місцях країни існує безліч варіацій популярного "сандвіча з ковбасою" (порт. sanduíche de linguiça), більшість із яких також виготовляються з «французького хліба» та ковбаси зі свинини. Можливі доповнення до основного рецепту включають плавлений сир (порт. requeijão) , смажену цибулю, картоплю, гірчицю, гострий соус та багато інших. Ц страва часто замінює незаплановну трапезу, можливо, з холодним пивом, дуже популярна у закладах харчування при дорозі.

### Чилі
У Чилі чоріпани дуже популярні. Вони споживаються як класична закуска під час асадо. Традиційно вони подаються в марракеті, з соусами ахі (ісп. ají) та пебре. Також зазвичай використовується майонез. Чилійські чоріпани також виготовляються з ковбасою, що називається лонганіса (ісп. longaniza) замість чорізо.

### Пуерто-Рико
У Пуерто-Рико, чоріпани зазвичай продаються в пекарнях. До їх складу входить ковбаси типу чорізо такі як чісторра (ісп. chistorra) та кантімпало (ісп. cantimpalo), мариновані огірки, майонез, домініканський хліб під назвою «пан-де-агуа» (ісп. pan de agua, буквально "водяний хліб"). Можуть додаватися й інші інгредієнти, наприклад, сир манчего та кетчуп.

### Уругвай
Для чоріпану в Уругваї використовують чорізо з яловичини, цілком або розрізане навпіл уздовж. Зазвичай додяють соуси такі як чимічуррі, креольський соус або майонез, а також помідори, салат та карамелізовану цибулю. Його подають у багеті або у «каталанському хлібі»  (ісп. pan catalán, м'який нарізаний хліб), за винятком футбольних матчів, коли чоріпани подають у простій булочці або булочці для гамбургера. 

### США
У США їх зазвичай можна придбати на прилавках для їжі в кубинських кафе і закусочних в Маямі, де бутерброд зазвичай подають на кубинському хлібі з сирою або смаженою цибулею, часто у супроводі молочного коктейлю з тропічних фруктів.